# Steinstraße 19 (Plau am See)

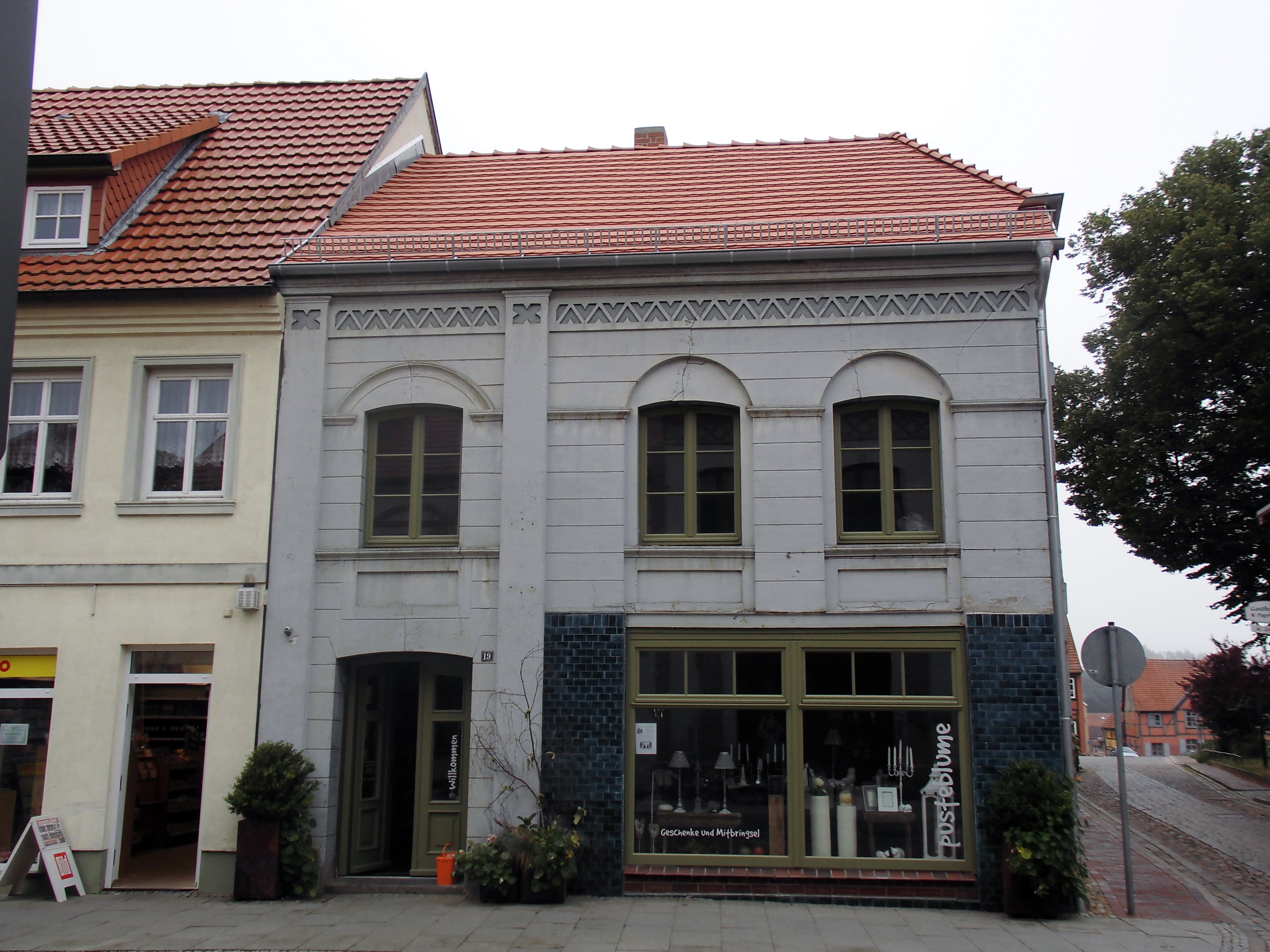

Das Wohn- und Geschäftshaus Steinstraße 19 in Plau am See (Mecklenburg-Vorpommern) an der Ecke Kirchstraße wurde vermutlich im 19. Jahrhundert gebaut. 
Das Gebäude steht unter Denkmalschutz.

## Geschichte
Plau am See ist im 13. Jahrhundert entstanden und wurde 1235 erstmals als Stadt erwähnt. Beim Stadtbrand von 1756 brannten viele Fachwerkhäuser ab.
Das zweigeschossige verputzte historisierende Eckgebäude mit dem Walmdach über einem dekorativen normannischen Zickzackfries und den Segmentbögen über Fenstern und Tür in den rundbogigen Blenden sowie den zwei Pilastern entstand im 19. Jahrhundert. In dem im Rahmen der Städtebauförderung sanierten Haus befinden sich ein Laden und Wohnungen.